# サランドラ II
『サランドラ II』（The Hills Have Eyes Part II）は、1985年にアメリカ、イギリス合作で製作されたホラー映画。日本では劇場未公開でビデオ・DVDのリリースのみ。

## 概要
前作『サランドラ』からの直接的な続編にして完結編。監督・脚本は引き続きウェス・クレイヴンだが、音楽に『13日の金曜日』シリーズで有名なハリー・マンフレディーニを招いている。

## ストーリー
モトクロスの大会に出場するため、トレーラーで道を急ぐ若者たちの一行。しかし、車のトラブルに見舞われ、恐るべき殺人鬼集団に襲われる羽目になる。

## キャスト
- キャス - タマラ・スタッフォード
- ロイ - ケヴィン・ブレア
- プルート - マイケル・ベリーマン
- リーパー - ジョン・ブルーム
- レイチェル - ジェイナス・ブライス
- ジェーン - コリーン・ライリー
- スー - ペニー・ジョンソン・ジェラルド
- フォスター - ウィラード・ピュー
- ホーク - ジョン・ラフリン
- ハリー - ピーター・フレシェット
- ボビー - ロバート・ヒューストン

## DVD
2006年3月8日にキングレコードから発売された。レンタル版もあり。
- サランドラ II
- サランドラ 初回限定ツインパック（『サランドラ』と『サランドラ II』のセット）